# Sylvensteinsee
Đập Sylvenstein là một hồ chứa nước nhân tạo ở khu Isarwinkel phía Nam thị trấn Lenggries, vùng đồi núi của khu vực Oberbayern. Trên con đường từ Bad Tölz tới Achensee. Nó được xây từ năm 1954 cho tới 1959 mục đích chính là để tránh nạn lụt tại vùng thung lũng sông Isar. Từ năm 1990 nó bảo đảm là ngay cả trong mùa khô cũng có đủ lượng nước quy định chảy xuống sông Isar.

## Mô tả
Hồ Sylvenstein được đặt theo tên một chỗ hẹp tại phần đầu thung lũng Isar, với cái cầu dài thường được chụp hình với bối cảnh là dãy núi Karwendel. Dưới hồ trước đây là làng Fall, đã bị giật sập trước khi nước tràn vào, và được xây lại vài chục mét cao hơn bên con đường phía sau của làng Vorderriß. Vì phong cảnh đẹp hồ này thường được viếng thăm, và cũng là nơi nghỉ mát.

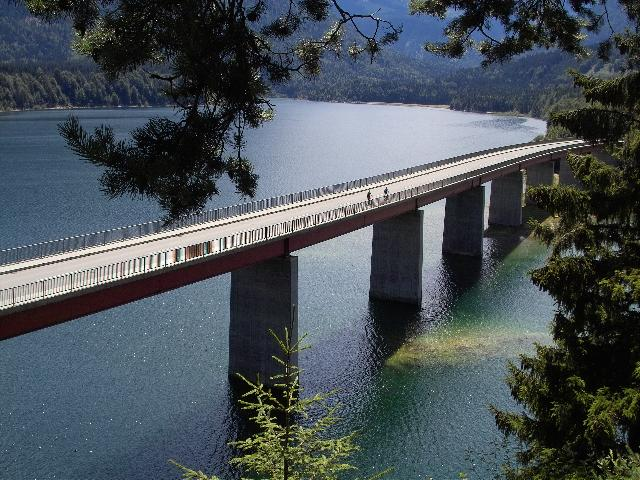
Sylvensteinsee

## Đập Sylvenstein
Hồ Sylvenstein có 2 nhà máy thủy điện tại đập. Từ năm 1994 cho tới năm 2001 đập được nâng lên cao thên 3 m, để việc tránh nạn lụt được bảo đảm hơn. Tuy nhiên trong vụ lụt vào năm 2005 tại vùng Alpen hồ cũng đầy tràn vào ngày 23 tháng 8 năm 2005 phải mở cổng đập để nước thoát bớt ra.
Đập nước này cao khoảng 44 m, với chiều dài 180 m. Đập này không những chỉ chận nước sông der Isar mà cả phụ lưu Dürrach và Walchen.

## Lịch sử

### Lý do xây đập

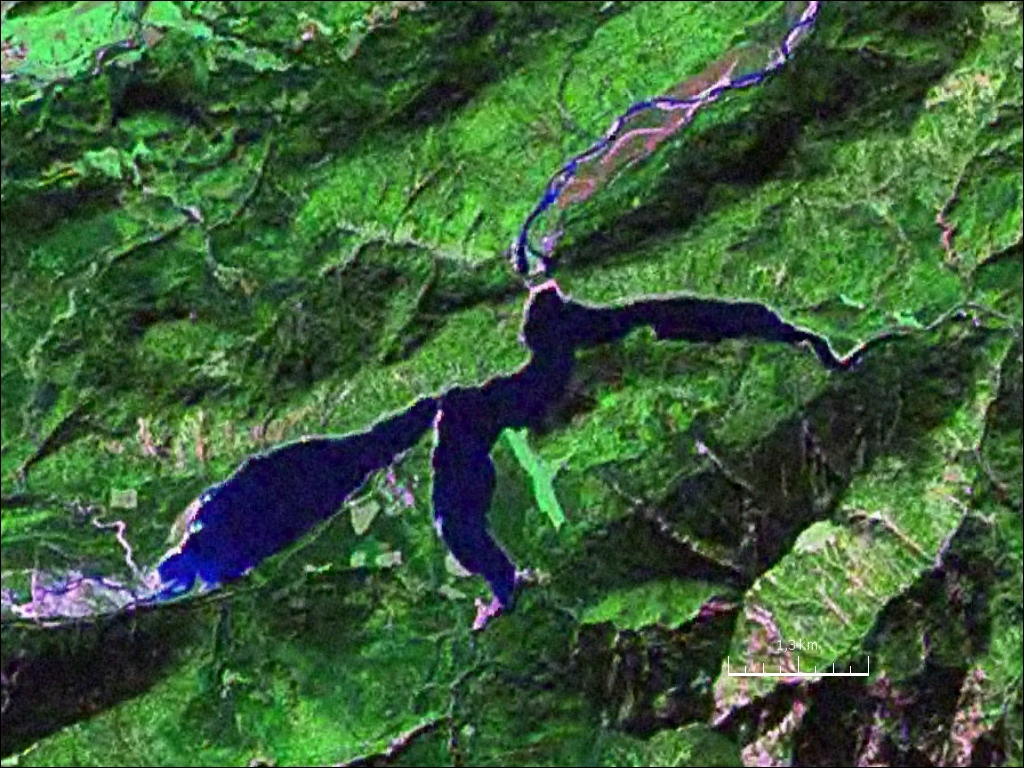
Hình từ vệ tinh NASA-Geocover-2000

Vào đầu thế kỷ 20 đoạn đầu của sông Isar dần dần bị lấy nước đi nhiều. Để gia tăng công xuất cho đập thủy điện Walchensee được xây xong vào năm 1924, một phần lớn nước của sông Isar bị dẫn tại đập nước Krüner Wehr vào hồ Walchensee. Từ năm 1949 nước từ suối Rißbach, mà trước đó chạy vào sông Isar, cũng bị dẫn vào hồ Walchensee. Nguyên thủy nước từ hồ Achensee cũng chảy vào suối rồi vào sông Isar. Khi nhà máy thủy điện Achensee được xây ở Jenbach vào năm 1927 thì sông Isar mất đi nguồn nước này, vì hồ Achensee từ đó chạy qua đập thủy điện vào sông Inn nằm thấp hơn khoảng 380 m. Sông Isar ở phần trên dần dần trở thành con sông không nước, nhất là vào mùa khô mực nước càng ngày càng thấp. Vì thế hồ Sylvenstein mới được xây mặc dù có nhiều tranh cãi về việc này, để có thể giữ được mực nước ở mức nhất định nào đó và một phần cũng để tránh được nạn lụt.
Khi nạn lụt xảy ra vào tháng 6 năm 2013 tại Trung Âu nhiều phần đất tại Bayern bị ngập lụt, nước tại hồ Sylvenstein dâng lên tới tận miệng hồ. Mực nước cao 13 m hơn là thường lệ.

### Biện pháp hiện đại hóa
Giữa năm 1994 và năm 2001 nhiều biện pháp hiện đại hóa đập được thực hiện. Một hệ thống kiểm soát đập, một hệ thống thứ 2 dẫn nước lụt và đập nước được nâng cao để có thể chứa thêm được nhiều nước được xây. Một nhà máy thủy điện thứ hai cũng được hoàn thành, có một máy Compact-Axial-Turbine với nămg xuất là 3,8 MW.

## Hình ảnh

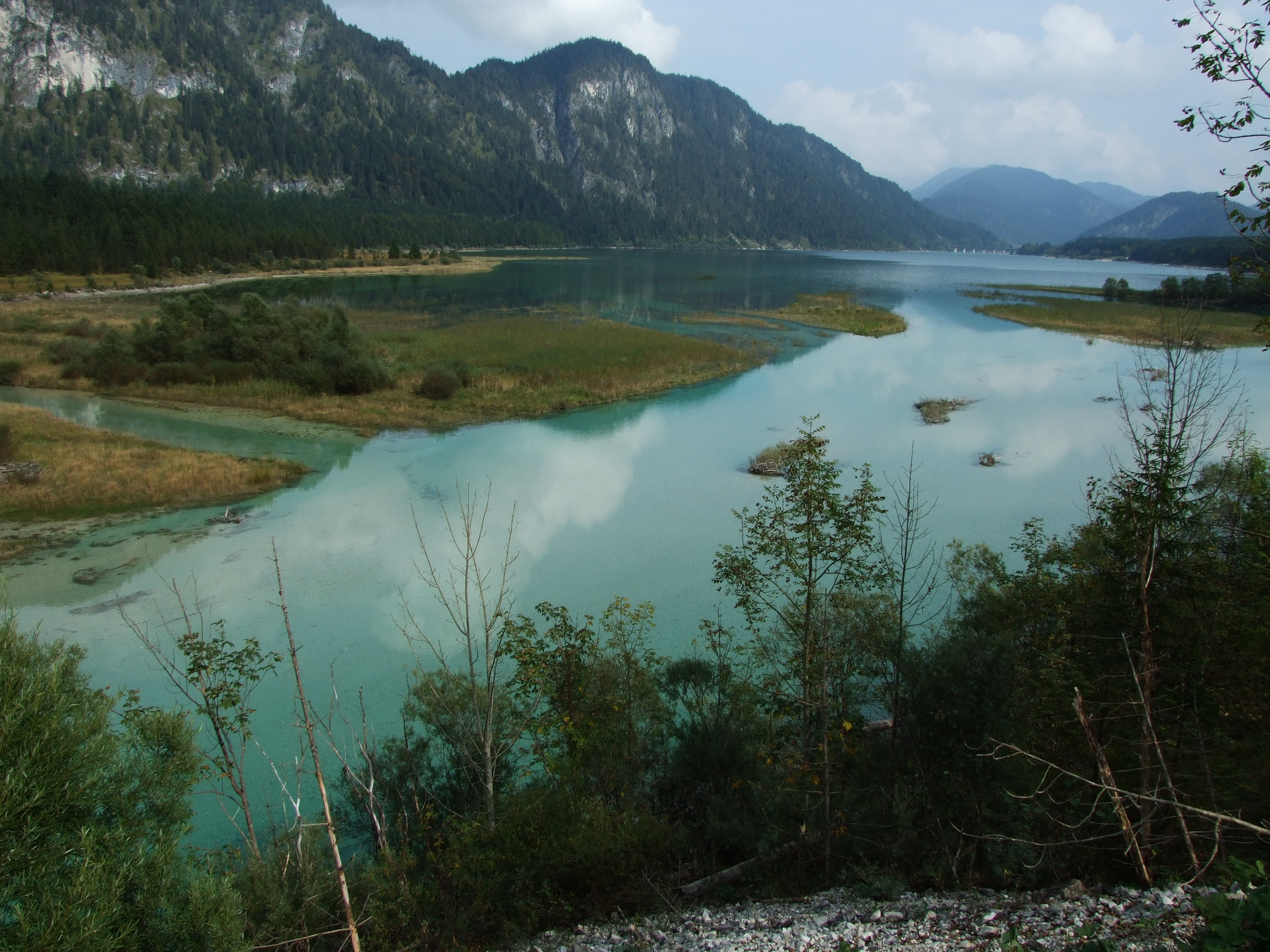
Nơi sông Isar dẫn vào hồ Sylvenstein.
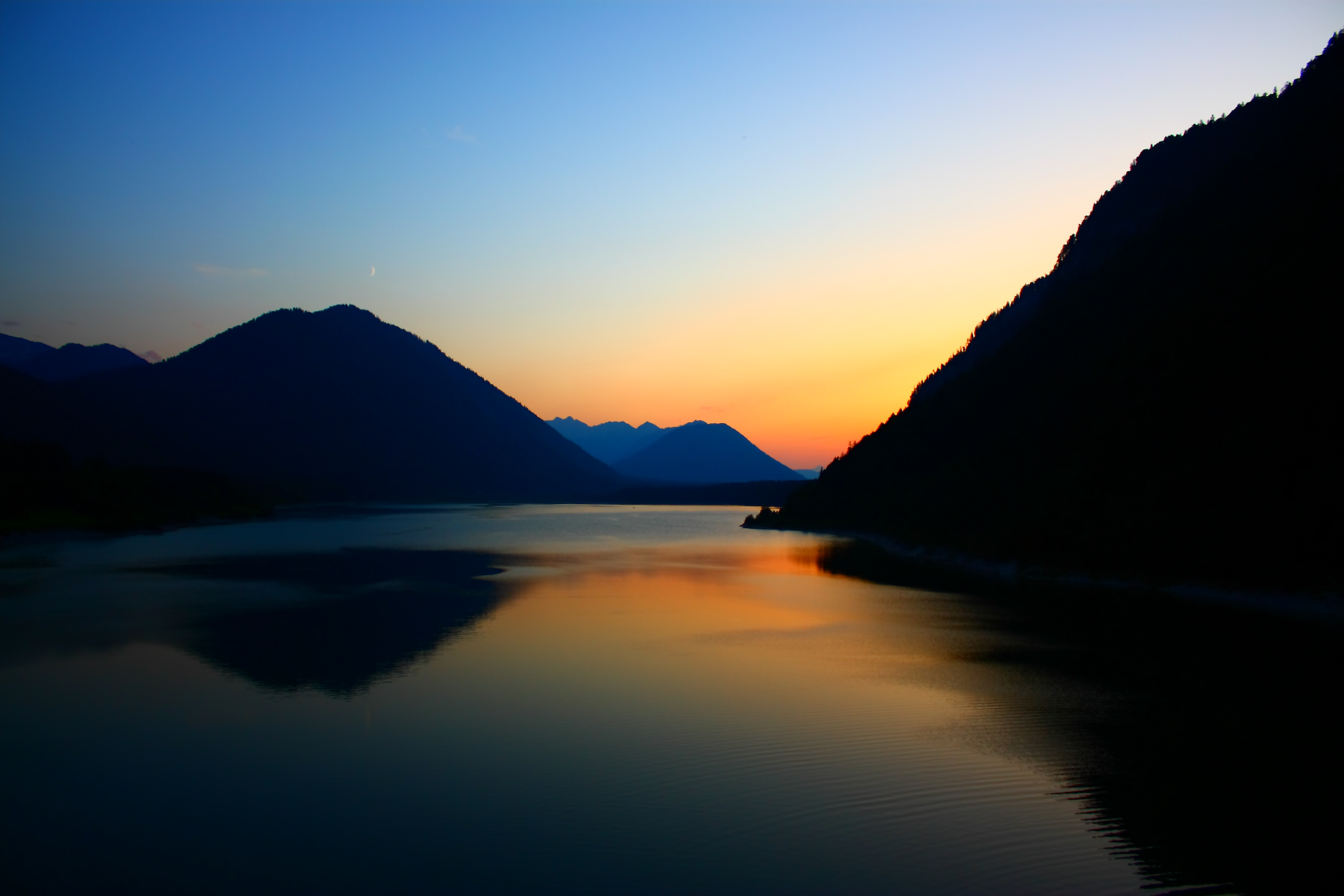
Hồ Sylvenstein lúc hoàng hôn
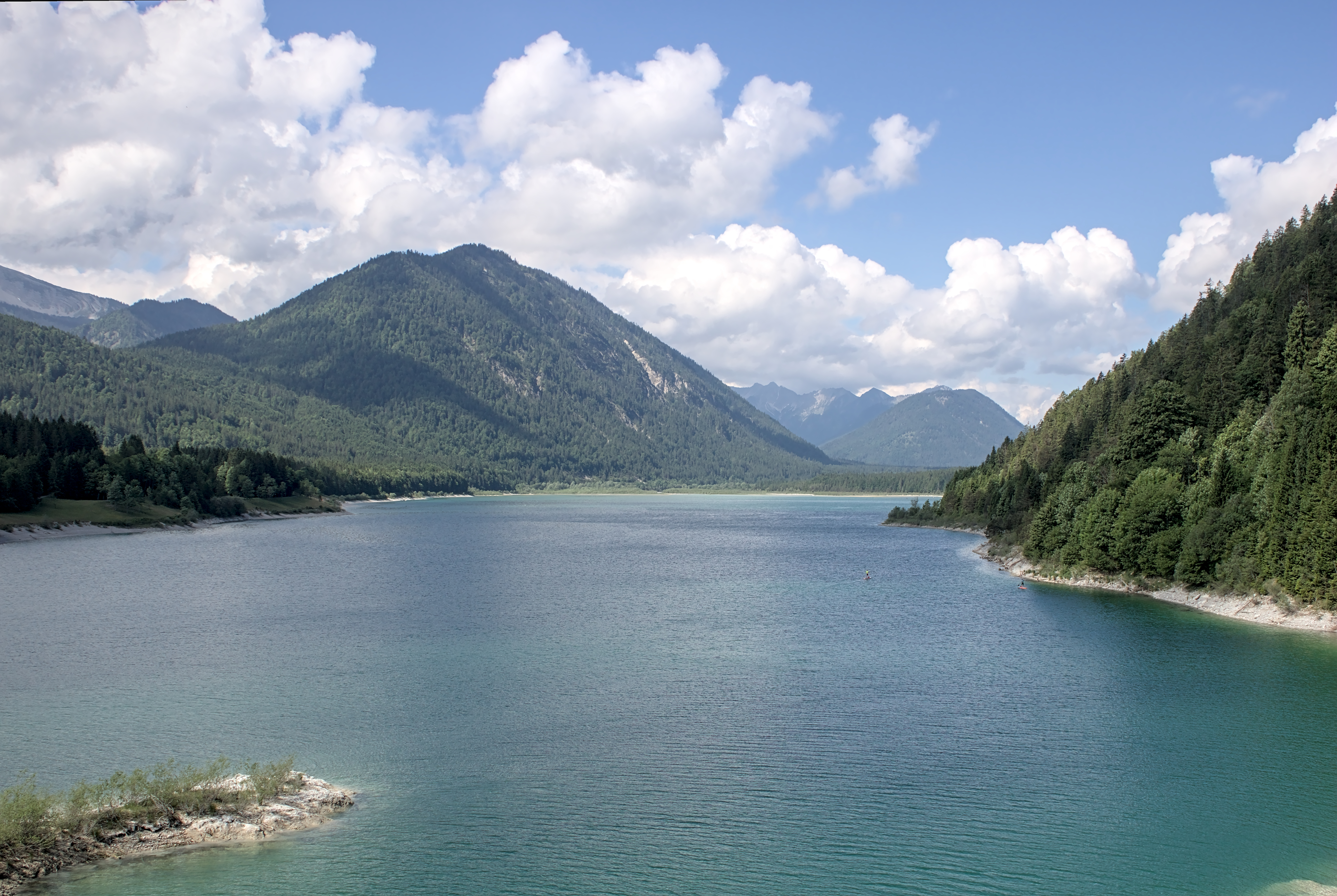
Hồ Sylvenstein
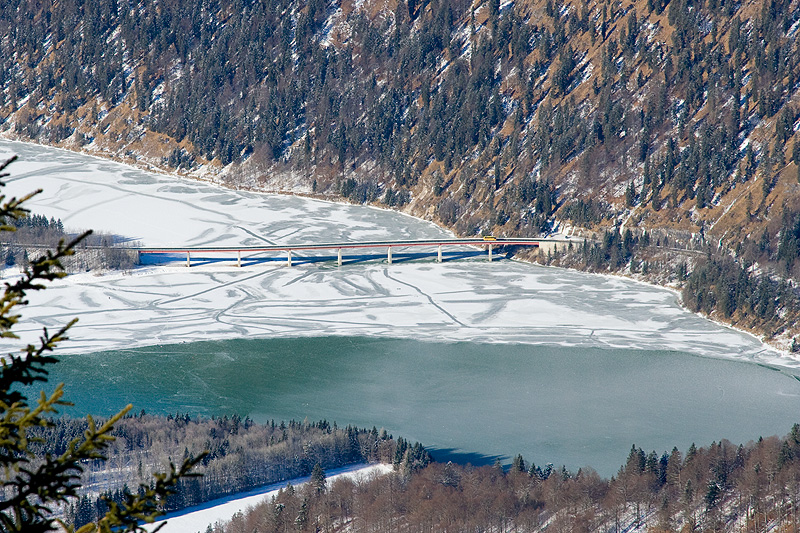
Chiếc cầu chạy ngang hồ Sylvenstein
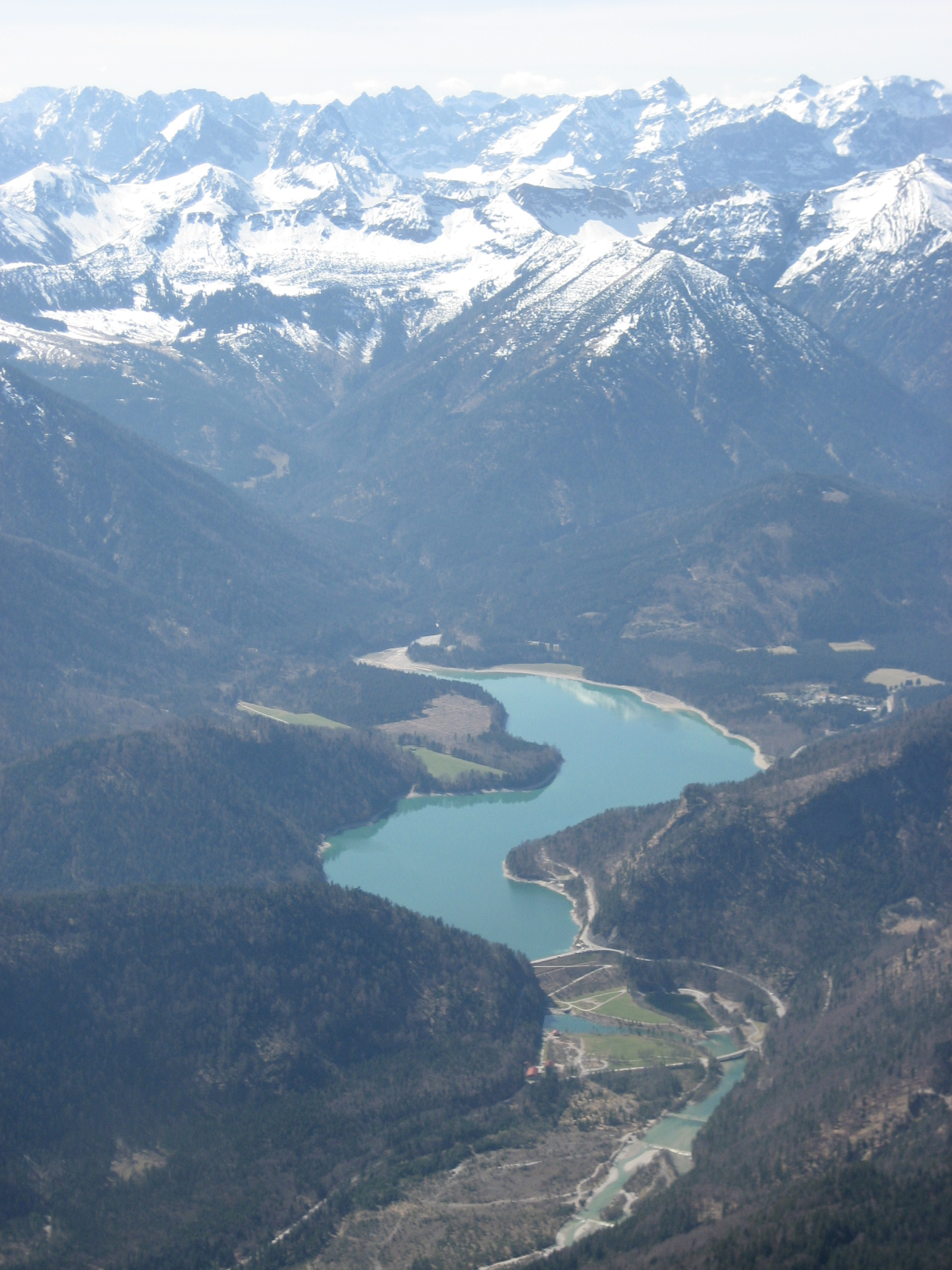
Nhìn từ trên núi
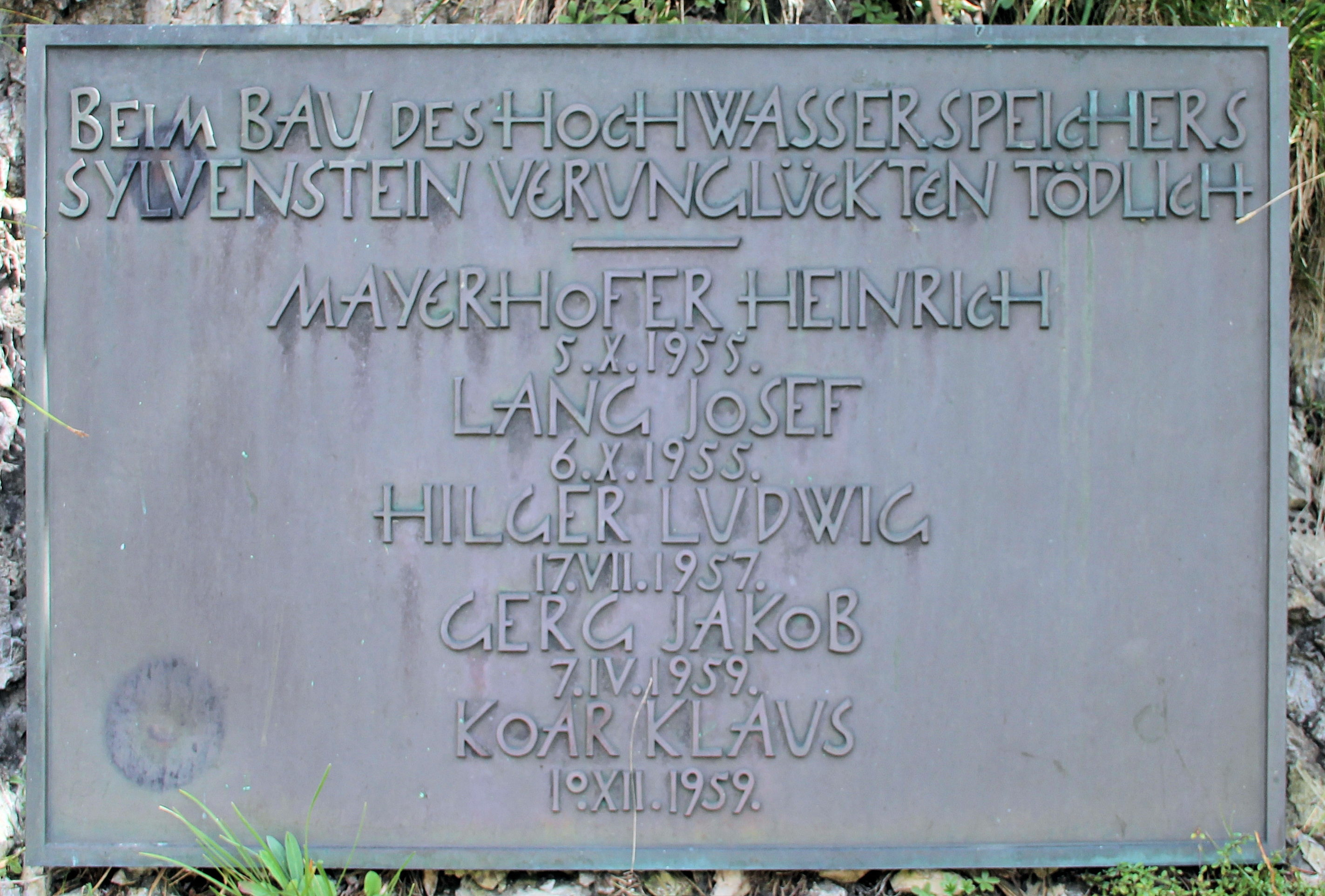
Bảng lưu niệm những công nhân bị tai nạn
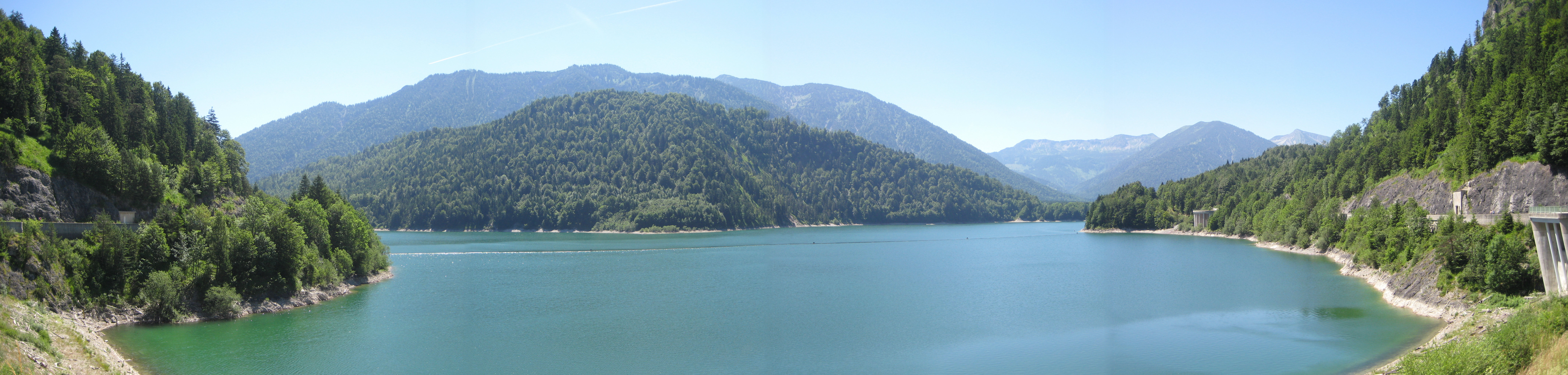
Đập Sylvenstein